# Tutela
A Tutela pode ser definida como um encargo ou autoridade que se confere a alguém, por lei ou por testamento, para administrar os bens e dirigir e proteger a pessoa de um menor que se acha fora do poder familiar, bem como para representá-lo ou assistir-lhe nos atos da vida civil; defesa, amparo, proteção; tutoria; dependência ou sujeição vexatória.

## Diferenciação
Os três conceitos abaixo são confundidos pela maioria das pessoas. Por isso é importante diferenciá-los. Vejamos:

## Guarda
No Brasil, a guarda só poderá ser deferida em relação aos filhos menores, tendo em vista que não existe o instituto da guarda para os maiores, sejam capazes ou não. Há duas espécies de guarda: a Unilateral e a Compartilhada (art. 1583 do Código Civil)
Na modalidade unilateral, o guardião será responsável pelo convívio do menor em escolas, hospitais e de outras pessoas que não os pais, ou ainda em caso de separação ou divórcio, em que o menor viverá em companhia do pai ou da mãe.
Já na guarda compartilhada, os direitos e obrigações em relação aos filhos menores, em regra, é paritária, onde a responsabilização é conjunta quanto ao exercício de direitos e deveres do pai e da mãe que não vivam sob o mesmo teto, concernentes ao poder familiar dos filhos comuns.

## Tutela
É a solução que o sistema jurídico arranjou para proteger o menor órfão, com pais ausentes ou cujos mesmos foram destituídos do seu poder familiar. Existe uma preferência no Código Civil brasileiro para a concessão da tutela: avós, tios... É necessária a concordância dos que têm a preferência para que a tutela possa ser cedida a pessoas que não a tenham.
A tutela é um cargo irrenunciável, somente se escusando dele as pessoas que se encaixarem em um dos motivos levantados no artigo 1 736 do Código Civil. A tutela é uma função temporária, pois o tutor está obrigado a servir apenas pelo prazo de dois anos, como reza o artigo 1 765 do Código Civil. A tutela poderá ter 3 modalidades:
1. Testamentária: Tutor é nomeado pelos pais em conjunto (art. 1 729 CC)
2. Legal: Quando os pais não nomeiam o tutor, sendo então obedecida a ordem de preferência do art. 1 731 do Código Civil.
3. Dativa: Na falta de tutor testamentário ou legítimo ou quando estes foram excluídos ou escusados da tutela.

## Adoção
Refere-se ao ato jurídico no qual um indivíduo é permanentemente assumido como filho por uma pessoa ou por um casal que não são os pais biológicos do adotado. Quando isto acontece, as responsabilidades e os direitos (como o poder familiar) dos pais biológicos em relação ao adotado são transferidos integral ou parcialmente para os adotantes.